# Smile Empty Soul
Smile Empty Soul est un groupe de post-grunge américain, originaire de Santa Clarita, en Californie.

## Biographie

### Débuts (1998–2005)
Smile Empty Soul est formé en 1998. Les membres originels était tous issus du Lycée de  Santa Clarita. Le groupe était originellement composé de trois membres, le chanteur et guitariste Sean Danielsen, le bassiste Ryan Martin et le batteur Derek Gledhill.
Après avoir joué de nombreux concerts dans leur ville natale, le groupe s'est aventuré  au Sunset Strip, et enregistra plus tard une demo avec Todd Parker de Indie Recordings de Los Angeles ThroBack Records. Ils signeront ultérieurement un contrat d'enregistrement avec Lava Records de Jason Flom's Lava Records – filiale de la célèbre maison de disques Atlantic Records.
Le 27 mai 2003, le groupe sort son album éponyme Smile Empty Soul, produit par John Lewis Parker et mixé par David J. Holman. Trois singles, Bottom of a Bottle, Nowhere Kids, et Silhouettes, sont publiés. En mars 2005, l'album est disque d'or avec des ventes dépassant les 500 000 exemplaires.

### Anxiety(2005–2006)
En 2005, avant la fin de l'enregistrement de leur deuxième album, Anxiety, le batteur Derek Gledhill est remplacé par le percussionniste de Flickerstick, Dominic Weir. Leur album Anxiety n'est pas publié à cette période, car le groupe se sépare de Lava Records qui refusera de publier l'album,. Cependant, quelques-uns de ces albums seront offerts à des fans, et se retrouvèrent alors très vite sur les réseaux de partage, notamment BitTorrent. 
Le 13 juillet 2006, Smile Empty Soul signe avec Bieler Bros. Records (label indépendant) pour un album (plus un optionnel). C'est ce moment qui est choisi pour changer une nouvelle fois de batteur, Dominic Weir cède sa place à Jake Kilmer, et Mike Booth (ex-Cold) rejoint le groupe en tant que guitariste.

### Vultures(2006–2009)
Le 24 octobre 2006, le groupe sort son nouvel album Vultures, avec quelques morceaux de l'album de leur début Smile Empty Soul et plusieurs nouveaux titres mais pour des raisons légales aucun morceau de Anxiety. Le premier titre publié en single sera The Hit. Ce dernier single représente bien les différents problèmes qu'ils ont eus avec leur ancien label.
Vultres débute à la 169e place du Billboard 200, avec 5 000 albums vendus. Le groupe s'embarque alors dans une tournée, en partageant la tête d'affiche avec The Exies, en sutien à leur nouvel opus en novembre 2006. En date du 13 décembre 2006, Vultures compte plus de 13 130 copies vendus aux États-Unis seulement. Entre le 17 avril 2007 et le 30 avril 2007, le groupe se sépare de Mike Booth et continuent sans le remplacer.
Le trio commenceà enregistrer de nouveau à Greenville, en Caroline du Sud le 1er février 2008.

### DeConsciousnessàChemicals(2009–2015)
Peu après la fin de l'enregistrement du nouvel album, Consciousness, le groupe retourne en studio pour d'autres chansons. Plus tard, le groupe ocnfirme sa signature au label F.O.F./EMI Records. Consciousness est ensuite publié en août 2009. En novembre 2009, l'album Anxiety (2005) est publié sur iTunes,.
Le 9 mars 2010, More Anxiety, une édition de Anxiety avec un DVD bonus, est publiée.
Smile Empty Soul publie les clips de We're Through et Faker de l'album Consciousness. Le 14 mars 2012,  Smile Empty Soul est désormais annoncé chez eOne Music. Ils publient leur premier album avec eOne Music, 3's, le 11 mai 2012. En mars 2012, Afterlife, le premier single de 3's, est publié. En avril 2013, le chanteur Sean Danielsen publie son EP solo, Enjoy the Process. Plus tard dans l'année, le 1er octobre 2013, il est publié à la date annoncée.
En juin 2013, Smile Empty Soul forme un label appelé Two Disciples Entertainment conjointement avec Pavement Entertainment et annonce la sortie d'un album, Chemicals à la fin 2013. Le 3 novembre 2014, Danielsen publie son deuxième EP solo, Food Chain.

### Shapeshifter(2015–2017)
En septembre 2015, le groupe annonce sur Facebook la sortie au début de 2016, d'un EP et d'un DVD. En novembre 2015, le groupe que la couverture est terlminée. Il prend forme sous le titre de Shapeshifter et est prévu pour le 1er avril 2016.

### Rarities(depuis 2017)
En octobre 2016, le groupe annonce sur Facebook une compilation pour début 2017. Le 10 décembre, ils annoncent le titre comme Rarities.

## Membres

### Membres actuels
- Sean Danielsen – chant, guitare (depuis 1999)
- Ryan Martin – basse (depuis 1999)
- Jake Kilmer – batterie (depuis 2006)

### Anciens membres
- Derek Gledhill – batterie (1999-2004)
- Dominic Weir – batterie (2005-2006)
- Mike Booth – guitare (2006-2007)

## Discographie

### Albums studio
- 2002 : Smile Empty Soul
- 2005 : Anxiety
- 2006 : Vultures
- 2009 : Consciousness
- 2012 : 3's
- 2013 : Chemicals

### Démo et EP
- 2007 : B-Sides

### Singles
| Année | Titre                            | U.S. Modern Rock | U.S. Mainstream Rock | Album            |
| ----- | -------------------------------- | ---------------- | -------------------- | ---------------- |
| 2003  | Bottom of a Bottle               | #7               | #8                   | Smile Empty Soul |
| 2004  | Nowhere Kids                     | #27              | #26                  | Smile Empty Soul |
| 2004  | Silhouettes                      | #22              | #25                  | Smile Empty Soul |
| 2005  | Don't Need You                   |                  | #37                  | Anxiety          |
| 2005  | Holes                            |                  |                      | Anxiety          |
| 2006  | The Hit                          | -                | -                    | Vultures         |
| 2007  | Here's to Another                | -                | -                    | Vultures         |
| 2007  | Jesus Is the Manager at Wal-Mart |                  |                      | Vultures         |
| 2007  | Loser                            | -                | -                    | Vultures         |
| 2009  | Don't Ever Leave                 | -                | 39                   | Consciousness    |
| 2010  | Alone With Nothing               | -                | -                    | Consciousness    |
| 2010  | We're Through                    | -                | -                    | Consciousness    |
| 2012  | Afterlife                        | -                | -                    | 3's              |